# Apostolos Vakalopoulos
Apostolos Evangelou Vakalopoulos (en griego: Απόστολος Ευαγγέλου Βακαλόπουλος; 11 de agosto de 1909 - 10 de julio de 2000) fue un destacado historiador griego especializado en el Imperio bizantino, la Grecia otomana y la historia griega moderna. Vacalopoulos ha sido considerado uno de los historiadores griegos más destacados del siglo XX.

## Biografía
Apostolos Vakalopoulos nació el 11 de agosto de 1909 en Volos, pero creció en Tesalónica, donde su familia se había establecido en 1914. Se graduó en la recién creada Facultad de Filología de la Universidad Aristóteles de Tesalónica, e inicialmente trabajó como profesor de secundaria en la década de 1930.
En 1939, Vakalopoulos completó su doctorado en la Universidad de Tesalónica y comenzó a trabajar como profesor en la Facultad de Filología de la universidad en 1943, convirtiéndose finalmente en profesor en 1951. Vacalopoulos continuó en el mismo puesto hasta su jubilación en 1974.
Vakalopoulos fue miembro fundador de la Sociedad de Estudios Macedonios en 1939 y tuvo una presencia fija en su junta directiva. También fue presidente del Instituto de Estudios Balcánicos. Entre sus numerosas publicaciones, la más conocida fue su serie de ocho volúmenes Historia del Helenismo Moderno.
Vakalopoulos murió en Salónica el 10 de julio de 2000.